# Khun Yuam (huyện)
Khun Yuam (tiếng Thái: ขุนยวม) là một huyện (amphoe) của tỉnh Mae Hong Son, phía bắc Thái Lan.

## Lịch sử
Mueang Khun Yuam đã được chuyển thành huyện (amphoe) năm 1910. Khun Det Pracharak (ขุนเดชประชารักษ์) là huyện trưởng đầu tiên.

## Địa lý
Các huyện giáp ranh (từ phía bắc theo chiều kim đồng hồ) là: Mueang Mae Hong Son của tỉnh Mae Hong Son, Mae Chaem của tỉnh Chiang Mai, huyện Mae La Noi của tỉnh Mae Hong Son và bang Kayah của Myanma.
Thác nước Mae Surin, Vườn quốc gia Namtok Mae Surin nằm ở huyện này.

## Hành chính
Huyện này được chia thành 6 phó huyện (tambon), các đơn vị này lại được chia ra thành 45 làng (muban). Khun Yuam cũng là một thị trấn (thesaban tambon) nằm trên một phần của the tambon Khun Yuan. Có 4 Tổ chức hành chính tambon và 2 Chính quyền tambon (TA).
| STT | Tên          | Tên tiếng Thái | Số làng | Dân số |  |
| --- | ------------ | -------------- | ------- | ------ |  |
| 1.  | Khun Yuam    | ขุนยวม          | 6       | 6823   |  |
| 2.  | Mae Ngao     | แม่เงา          | 10      | 3068   |  |
| 3.  | Mueang Pon   | เมืองปอน        | 10      | 4437   |  |
| 4.  | Mae Yuam Noi | แม่ยวมน้อย       | 8       | 2464   |  |
| 5.  | Mae Ki       | แม่กิ๊            | 5       | 1404   |  |
| 6.  | Mae Ukho     | แม่อูคอ          | 6       | 3283   |  |